# ساحة تشاتام
ساحة تشاتام (بالإنجليزية: Chatham Square)‏ هو تقاطع رئيسي في الحي الصيني في منهاتن، مدينة نيويورك. تقع الساحة في ملتقى ثمانية شوارع